# Krimderode
Krimderode (frühere Schreibweise Crimderode; Mundart Crimderimde) ist ein Stadtteil im Norden der Stadt Nordhausen in Thüringen.

## Geographische Lage
Krimderode befindet sich zwei Kilometer nördlich des Nordhäuser Stadtzentrums in den äußersten Südausläufern des Harzes; westlich liegt die Rüdigsdorfer Schweiz. Nachbarortschaften sind Niedersachswerfen im Norden, Rüdigsdorf im Osten, Nordhausen im Süden und im Südwesten Salza. Nordwestlich vom Ort liegt die Siedlung Obersalza und der Kohnstein. Durch Krimderode fließt die Zorge mit dem Mühlgraben, in welche der Kappelbach und der Krimderöder Bach münden. Der Ort liegt im Naturpark Südharz.
Krimderode ist umgeben von den Erhebungen Hoffeberg und Kalgberg im Norden, Danielskopf (273 m) im Osten sowie Sichelberg (263 m) und Kuhberg (246 m) im Südosten. Zwischen Sichelberg und Kuhberg entspringt der Orbach, der in die Zorge mündet. Am Fuße des Kuhberges liegt die Ellersiedlung (auch Klein-Krimderode), die als Ortserweiterung von Krimderode in den 1930er Jahren entstand. Der Grenztriftweg am Albert-Kuntz-Sportpark bildet die Grenze zur Gemarkung von Nordhausen. Westlich der Ellersiedlung liegt das (alte) „Krimderöder Wehr“, heute ein Steinwehr bzw. Sohlgleite. Direkt an der Bundesstraße 4, am Übergang des historischen Ortskerns zur Ellersiedlung befindet sich eine zweite, vermutlich jüngere Stauanlage. Die ursprünglich mit Schützen ausgestattete Einrichtung ist seit einigen Jahren ein regelbares Schlauchwehr.
Die Gegend um das Dorf ist sehr reich an Erdfällen.

## Geschichte

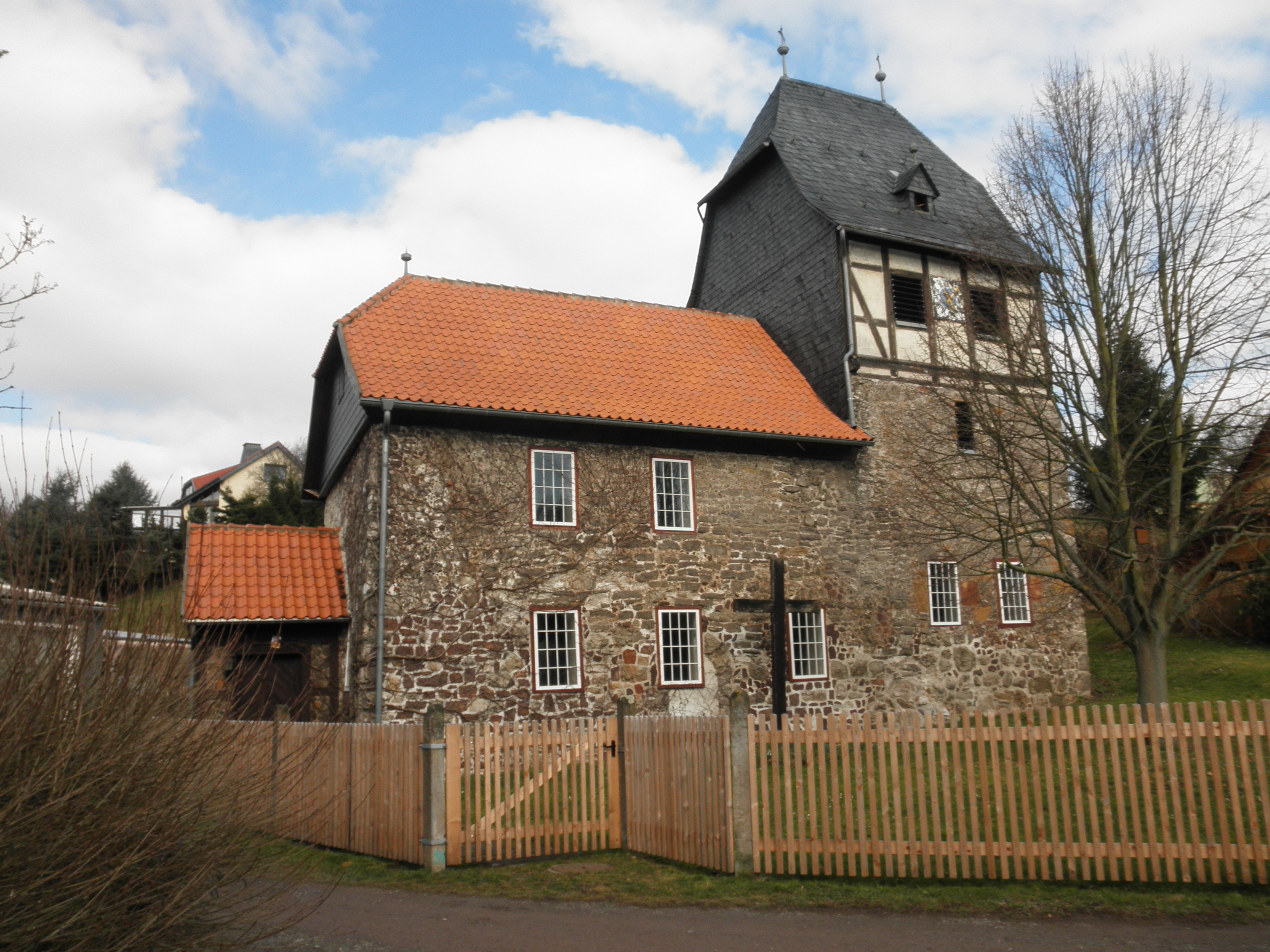
Kirche St. Nicolai

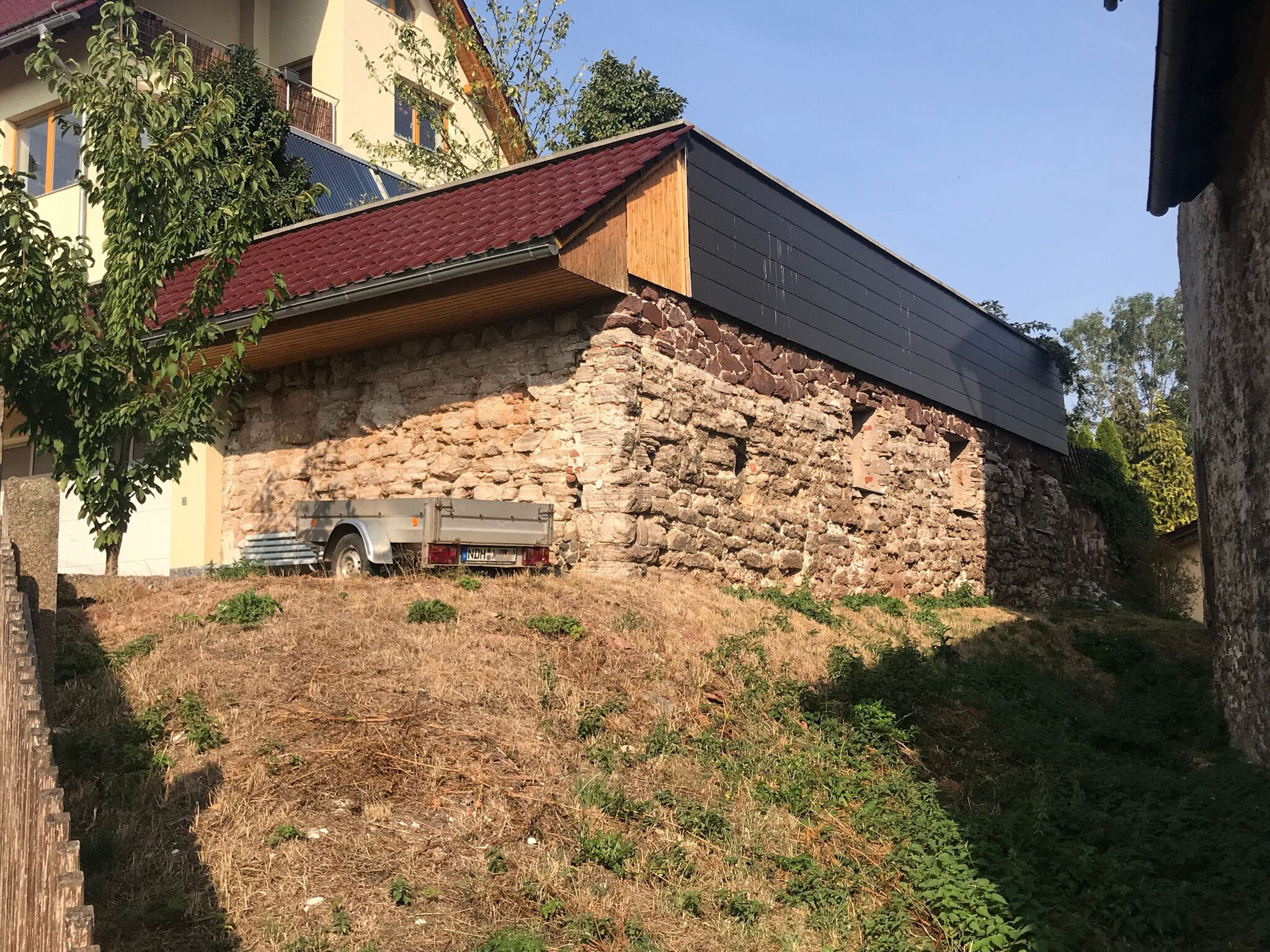
Reste der Alten Burg hinter der Kirche St. Nicolai

Das Zorgedorf Krimderode ist zu unterscheiden von dem gleichnamigen Dorf, das einige Kilometer entfernt am Märschgraben, südöstlich vom Rodeberge bei Urbach lag und 1412 wüst wurde, was die Zuordnung von mittelalterlichen Dokumenten teilweise erschwert. Nach dem Nordhäuser Regionalhistoriker Ernst Günther Förstemann (1788–1859) wurde dieser Ort 891 als Criemhilterot urkundlich erwähnt. Ferner ist er für 1268 als Cimilderode und 1281 als Crimolderode bezeugt.
Krimderode an der Zorge, im Jahr 1240 in einer Urkunde des Grafen Theoderich von Hohnstein erstmals erwähnt, war ehemals Reichsdorf und unterstand bis zum Kauf durch den Ritter von Bula im Jahr 1436 dem Reichsschulzen in Nordhausen. Um 1580 wohnten neben dem Gutsherren 26 Familien in 21 Häusern im Ort, 1648 waren es 10 Familien.
Der historische Ortskern von Krimderode liegt bei der um 1580 erbauten evangelisch-lutherischen Kirche St. Nicolai, die neben der „Alten Burg“ das älteste Gebäude des Dorfes ist. Die Alte Burg befindet sich direkt hinter der Kirche und stammt aus der Zeit 1539/40. Aus dieser Bauphase sind die Keller mit den spätgotischen spitzbogigen Portalen sowie das Massivmauerwerk auf der Süd- bzw. Ostseite erhalten. Um 1599 hatte es einen Umbau gegeben, dessen Umfang jedoch nicht nachvollziehbar ist. Die Alte Burg diente bis zum Brand 1609 als Wohnung der jeweiligen Lehnsbesitzer, u. a. der Familie Wurmb. Der letzte Nachkomme dieser Familien-Line starb am 18. Juni 1815 in der Schlacht bei Waterloo. Das Gasthaus des Ortes trug daher den Namen La Belle-Alliance (nach Napoleons Hauptquartier Belle-Alliance) und war ein beliebtes Ausflugsziel für Nordhäuser Bürger. Nach dem Brand von 1609 wurde durch den Lehnsbesitzer Oberst von Römer das Herrenhaus auf dem Gutshof errichtet. Die wieder aufgebaute Alte Burg diente von 1610 bis 1818 als Amtshaus mit Gericht und Gefängnis. Nach dem Brand von 1818, der das obere Stockwerk zerstört hatte, wurde das Haus an einen Krimderöde in Erbzins gegeben und vor allem als Wohnung genutzt. Ein unterirdischer Gang führte aus dem Keller in das Heilige Tal.
Nach Jahren des Zerfalls wurde die Alte Burg in den 1990er Jahren bis auf den Keller abgerissen, der heute Teil eines neu errichteten Wohnhauses ist.

### 19. Jahrhundert

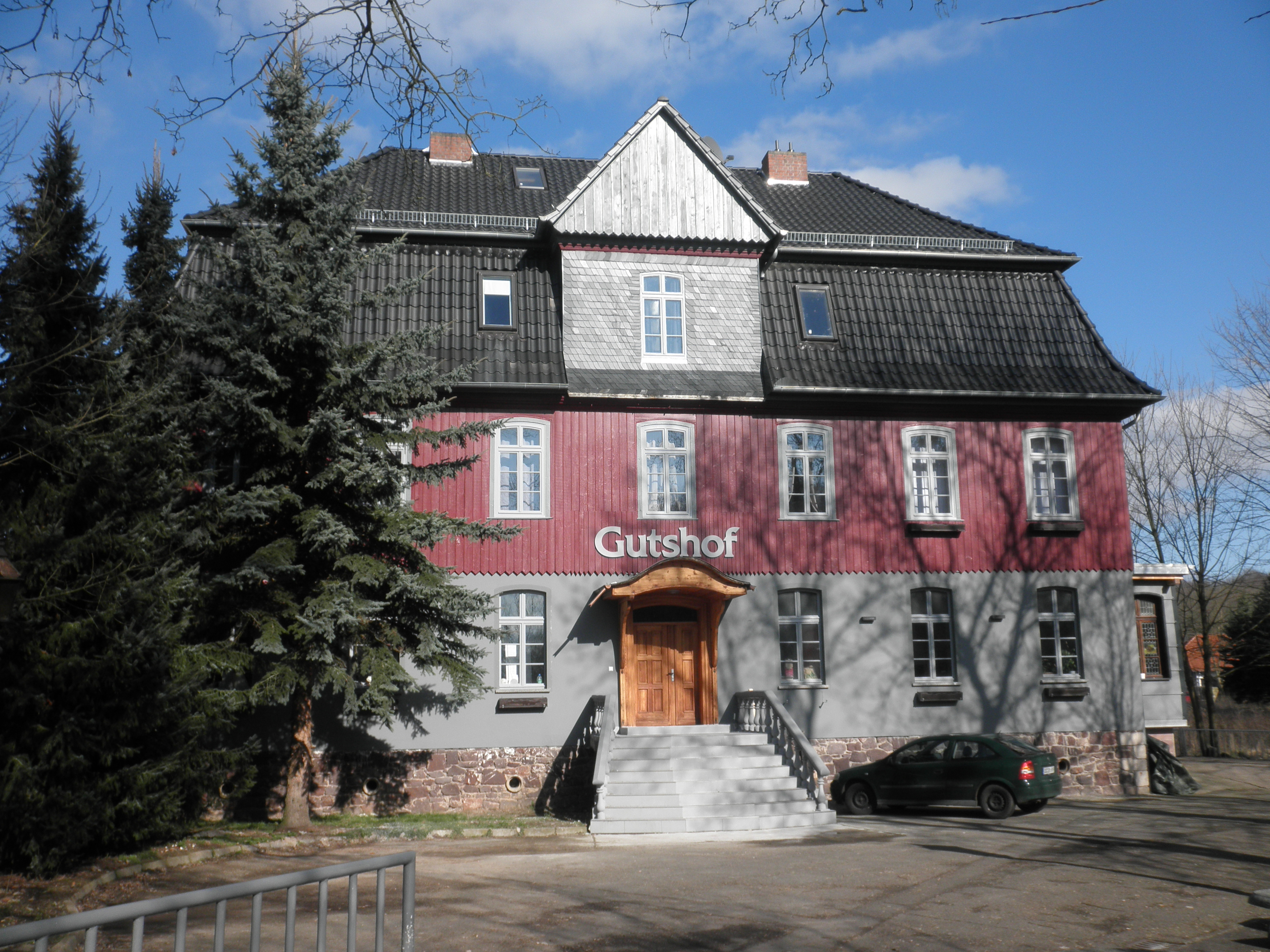
Gutshof

1825 entstand zwischen Krimderode und Nordhausen eine Kastanienallee, die 1843/45 mit einer Fahrstraße befestigt wurde.
Auf dem Rittergut von „Grimderode“ (1836) hatte die Polizei die bürgerliche und hochnotpeinliche Gerichtsbarkeit im Ort. 1850 wurde die Gerichtsbarkeit aufgehoben.
Zwischen Niedersachswerfen und Krimderode lag der Hannoversche Zoll, der von den Nordhäuser Bürgern oft aufgesucht wurde, da hier Waren günstiger waren. Nach Aufhebung der Zollgrenzen im Jahr 1834 wurde das Gebäude durch den Grafen von Stolberg in ein Gasthaus umgebaut, in dem u. a. auch die Stände der Grafschaft Hohenstein tagten. 1848 hielt hier der spätere preußische Minister Johannes von Miquel Freiheitsreden. 1876 brannte der Zoll ab.
Ab 1885 gehörte das Dorf zum Kreis Ilfeld bzw. ab 1932 zum Landkreis Grafschaft Hohenstein. Durch die Zugehörigkeit zur preußischen Provinz Hannover stand die Kirchengemeinde zur hannoverschen Landeskirche (Konsistorialbezirk Ilfeld).

### 20. Jahrhundert

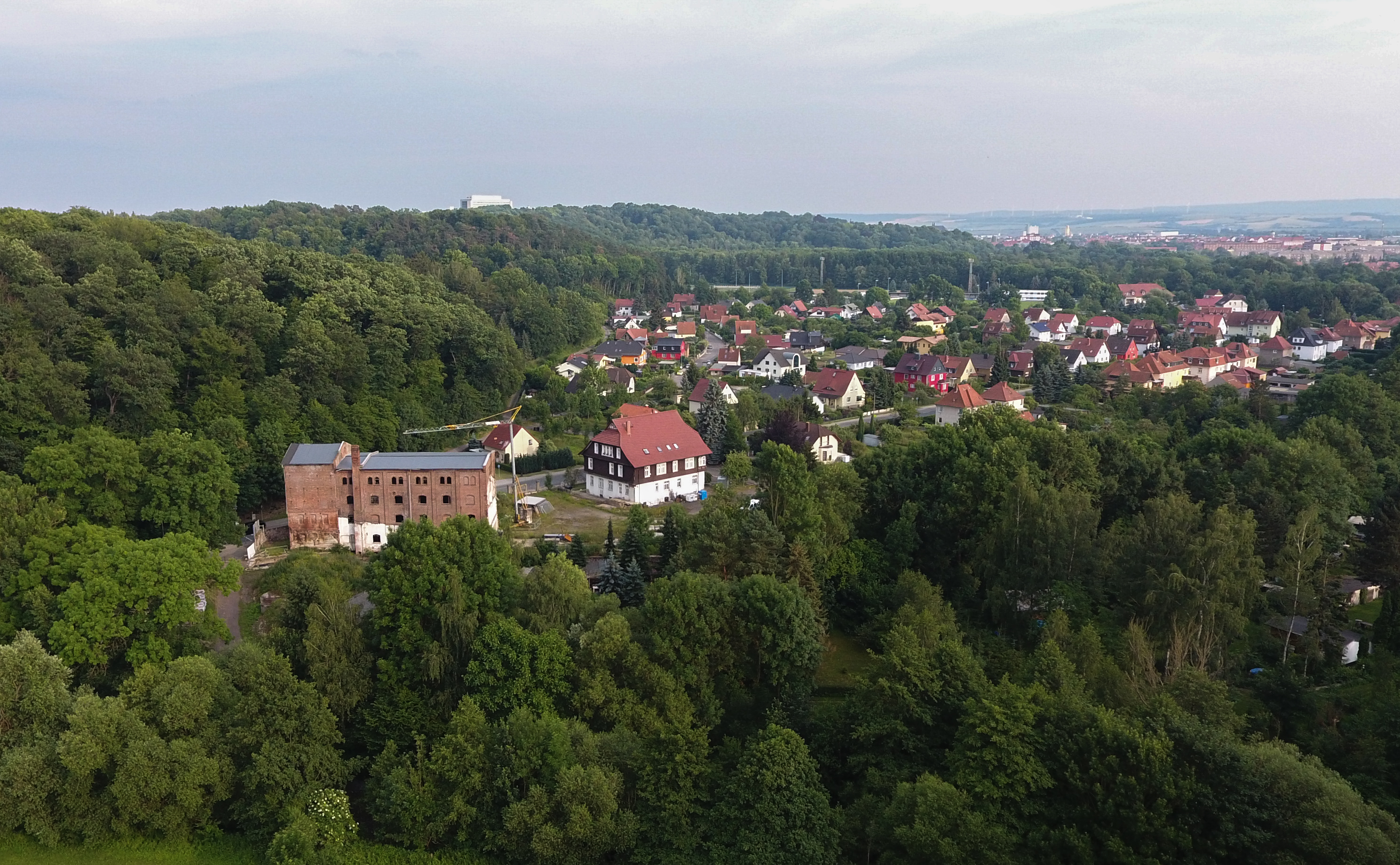
Luftaufnahme von der Ellersiedlug (Klein-Krimderode) mit der Ellermühle (links)

1904 wurde bei der ehemaligen „Flehmühle“ die Gipsfabrik „Bruno Steuerlein“ gegründet, die sich in den folgenden Jahrzehnten von einer wassergetriebenen Gipsmühle zu einem größeren Industriebetrieb entwickelte. Das Unternehmen wurde 1981 verstaatlicht, sieben Jahre später die Produktion eingestellt. Die Gipsfabrik verfiel in den folgenden Jahren und wurde 2000 bis auf das Verwaltungsgebäude (erbaut 1948) und den alten Schachtofen, der seitdem unter Denkmalschutz steht, abgerissen. Der Schachtofen wurde in den 1870er Jahren errichtet und gilt als ältestes Zeugnis der Gipsindustrie im Raum Nordhausen.
Preisgünstiges Bauland, niedrige Grundsteuern und Mieten führten in den 1930er Jahren zu einer regen Bautätigkeit und Zuzügen, vor allem aus Nordhausen. So stieg die Zahl der Einwohner von 598 (1935) auf 1.080 (1939). Mitte März 1934 fanden Arbeiter in der Kiesgrube Tölle einige ur-geschichtliche Hockergräber. Die ausgegrabenen Urnen wurden zunächst aus Unkenntnis zerschlagen; einige gelangen jedoch unbeschädigt in das städtische Museum.
Es namentlich drei jüdische Einwohner aus Krimderode/Crimderode bekannt; wohnhaft in der Rosenstraße 1 (in Kleinkrimderode). Eva Lichtenstein (geb. 13. Mai 1912 in Hamb) wurde zusammen mit ihrer Tochter Rosemarie (geb. am 10. Dezember 1937) am 9. Mai 1942 nach Weimar deportiert. Hier wurden Menschen aus vielen thüringischen Städten in einer Viehhalle zusammengetrieben um sie geschlossen am 10. Mai 1942 in einem Güterwagen nach Belzyce bei Lublin in Polen zu deportieren. Während die Mutter im dortigen Ghetto umgekommen ist, wurde die vierjährige Tochter weiter in das Konzentrations- und Vernichtungslager Majdanek verschleppt und ist dort umgekommen. Das Schicksal des Vaters Ferdinand Lichtenstein ist unbekannt.
Weniger als einen Kilometer nordwestlich von Crimderode, am Fuße des Berges Kohnsteins, wurde Ende August 1943 das Außenlager Dora des KZ Buchenwald gegründet. Hier wurde eine Stollenanlage zur Raketenfabrik durch Häftlinge ausgebaut. Die sogenannte Vergeltungswaffe V2 sollte hier gebaut werden. Die Häftlinge litten unter katastrophalen Bedingungen. Ab Frühjahr 1944 entstand ein oberirdisches Barackenlager. Bis daher waren bereits mehr als 5000 Häftlingen an den katastrophalen Bedingungen in Folge von Hunger, Arbeit, Krankheit und Misshandlung umgekommen. Im Jahr 1944 entwickelte sich ein Netz von KZ-Außenlagern im Harz. Dieses wurde im Herbst 1944 zum selbstständigen KZ Mittelbau-Dora zusammengefasst, das im April 1945 aus 40 Außenlagern bestand. Die meisten Insassen mussten schwerste Zwangsarbeit auf Baustellen und in Fabriken leisten. Insgesamt verschleppte die SS zwischen August 1943 und April 1945 mehr als 60.000 Menschen aus fast allen Teilen des besetzten Europas in das KZ-Mittelbau-Dora. KZ Mittelbau-Dora
Bei der Besetzung von Nordhausen am 11. April 1945 durch US-Truppen kam es in der Umgebung des Kohnsteins zu Widerstand. So sprengte eine Nachhut aus Wehrmacht und Waffen-SS und einigen Angehörigen des Volkssturms unter Führung des Ortsgruppenleiters der NSDAP die Felsenböschung gegenüber dem Zorge-Wehr der Jericho-Mühle und blockierte so die Harzstraße. Anschließend ging sie Auf der Liethen oberhalb des Dorfes in Stellung und beschoss anrückende Infanterie. US-amerikanische Einheiten durchkämmten den Ort und forderten die Einwohner unter Drohungen auf, sich nach Rüdigsdorf zu begeben. Es kam zu starken Beschuss und auch Opfern unter den Bewohnern. Nachdem am späten Nachmittag die deutsche Stellung mit Jagdbombern angegriffen wurde, zog sich die Gruppe Richtung Harz zurück.
Nach der Befreiung war das Lager zunächst unter amerikanischer Leitung und später unter sowjetischer. Ab Herbst 1945 diente das Lager ein Jahr zur Unterbringung für deutsche Vertriebene aus der Tschechoslowakei. Nach der Demontage der Produktionsanlagen sprengte die sowjetische Militärverwaltung die Stolleneingänge.
Anfang 1946 nahm der Ort 400 Vertriebene aus den Ostgebieten auf. 1948 wurde Krimderode von einem verheerenden Hochwasser heimgesucht; der entstandene Schaden belief sich auf ca. 100.000 Reichsmark.
Auf Anordnung der Thüringer Landesregierung wurde im März 1948 die Schreibweise des Ortsnamens – bis dahin mit dem Anfangsbuchstaben „C“ geschrieben – in „Krimderode“ abgeändert. Diese Schreibweise war bereits 1939 im Gemeindeverzeichnis für das Deutsche Reich auf Grund der Volkszählung in Gebrauch.
Am 20. Oktober 1959 erhielt die Brücke zwischen Freiheits- und Nordhäuser Straße den Namen „Brücke der Freiheit“.
In der Freiheitsstraße hatte die Mentor-Baukastenfabrik Hugo Fritsche KG ihren Sitz (1938–1968). Die von ihr hergestellten Baukästen reichten vom Kleinkind-Baukasten bis zu den Kästen für Großbauten. Sehr gefragt waren auch die Universal- und Dorfbaukästen. Der letztere war besonders in Westdeutschland gefragt.
Im September 1971 entstand im Ort eine Konsumverkaufsstelle, die bis Anfang 2000 bestand.

### Eingemeindung nach Nordhausen
Seit dem 1. Juli 1950 gehört Krimderode zum Gebiet der Stadt Nordhausen; der Ort hatte zu dieser Zeit 1.670 Einwohner. Eine Eingemeindung wurde bereits seit Mitte der 1930er Jahre angestrebt und im August 1938 stimmten die Krimderöder Gemeinderäte dieser zu. Der Oberpräsident der Provinz Sachsen, Curt von Ulrich, wies Anfang 1938 auf die Notwendigkeit der Eingemeindung von Salza und Krimderode bei einem Besuch in Nordhausen hin. Der Kriegsausbruch verhinderte die Eingemeindungspläne, die 1946 wieder aufgegriffen wurden; am 28. Februar 1946 beantragt die Stadt bei der Regierung des Landes Thüringen die Eingemeindung von Salza und Krimderode.
Der letzte Bürgermeister von Krimderode war der Sozialdemokrat Ernst Henneberg.
Krimderode hat keinen Ortschaftsrat und Ortsteil-Bürgermeister.

## Bildung
1546 errichtete die Kirchengemeinde das erste „Schulhäuschen“, 1902 wurde das Schulgebäude an der Zorge erbaut, das heute als Kindergarten dient. Im Jahr 1948 wurde der Grundstein für die 1952 eingeweihte Polytechnische Oberschule (POS) gelegt, die nahezu komplett aus Trümmern der Stadt Nordhausen erbaut wurde. Die Einwohner leisteten beim Bau über 20.000 freiwillige Arbeitsstunden. Am 20. Juni 1967 erhielt die Schule den Namen des ehemaligen Dora-Häftlings und Lagerarztes Dr. Jan Cespiva.
Seit 2002 ist die Evangelische Grundschule Nordhausen im Schulgebäude untergebracht.

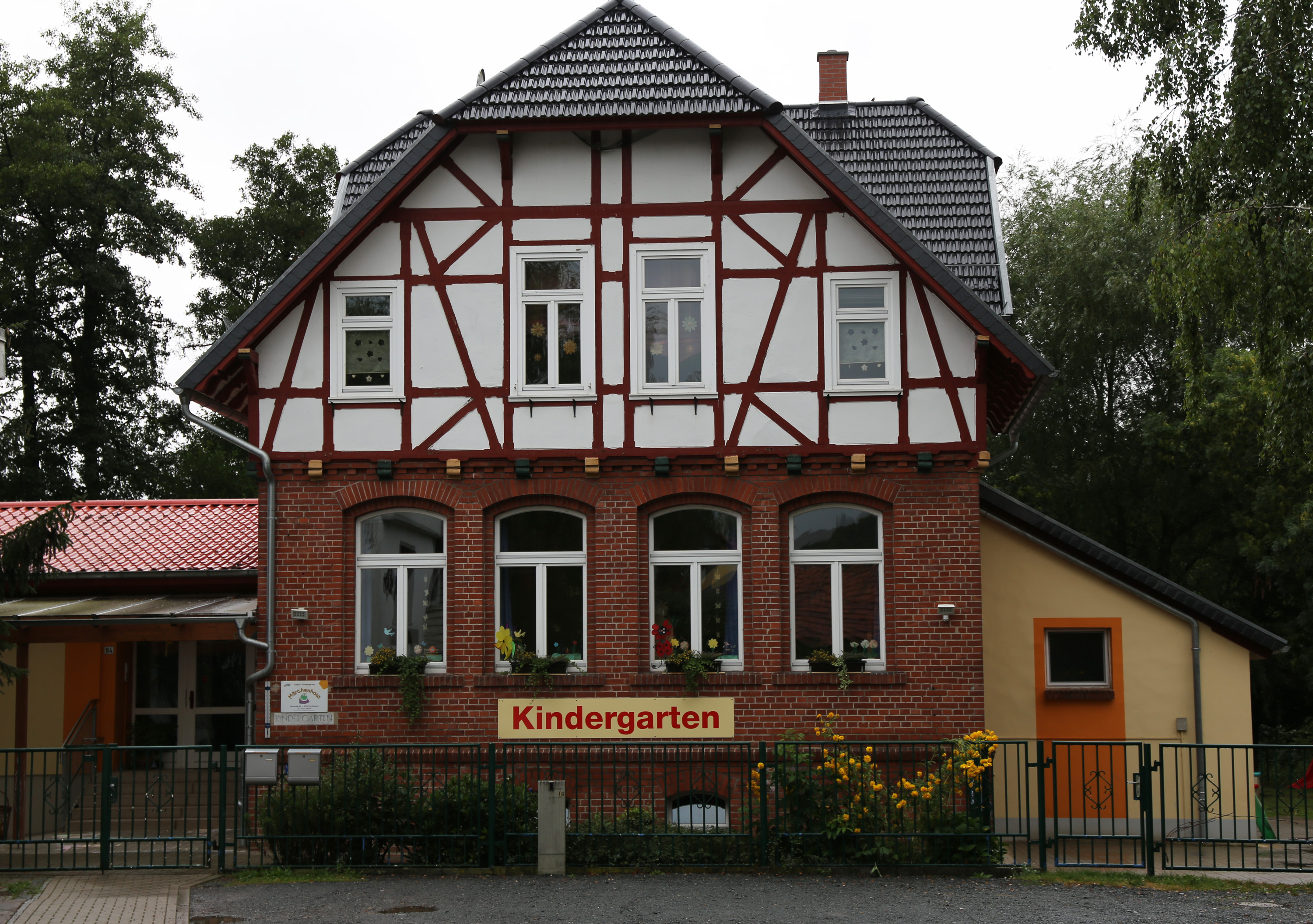
Kindergarten „Märchenhaus“, erbaut 1902 als Dorfschule
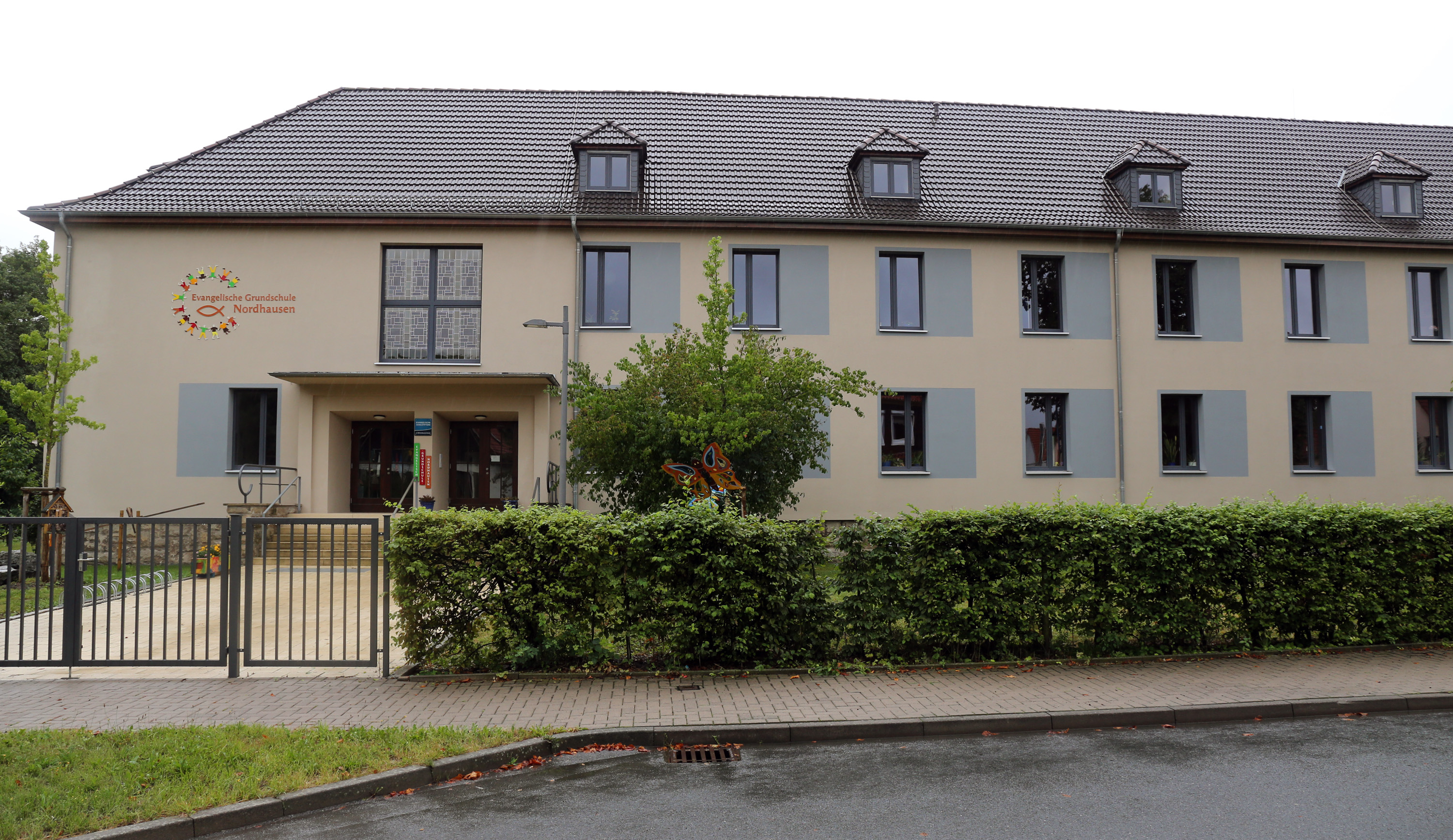
Evangelische Grundschule Nordhausen

## Kultur und Sehenswürdigkeiten

### Gedenkstätte Mittelbau-Dora

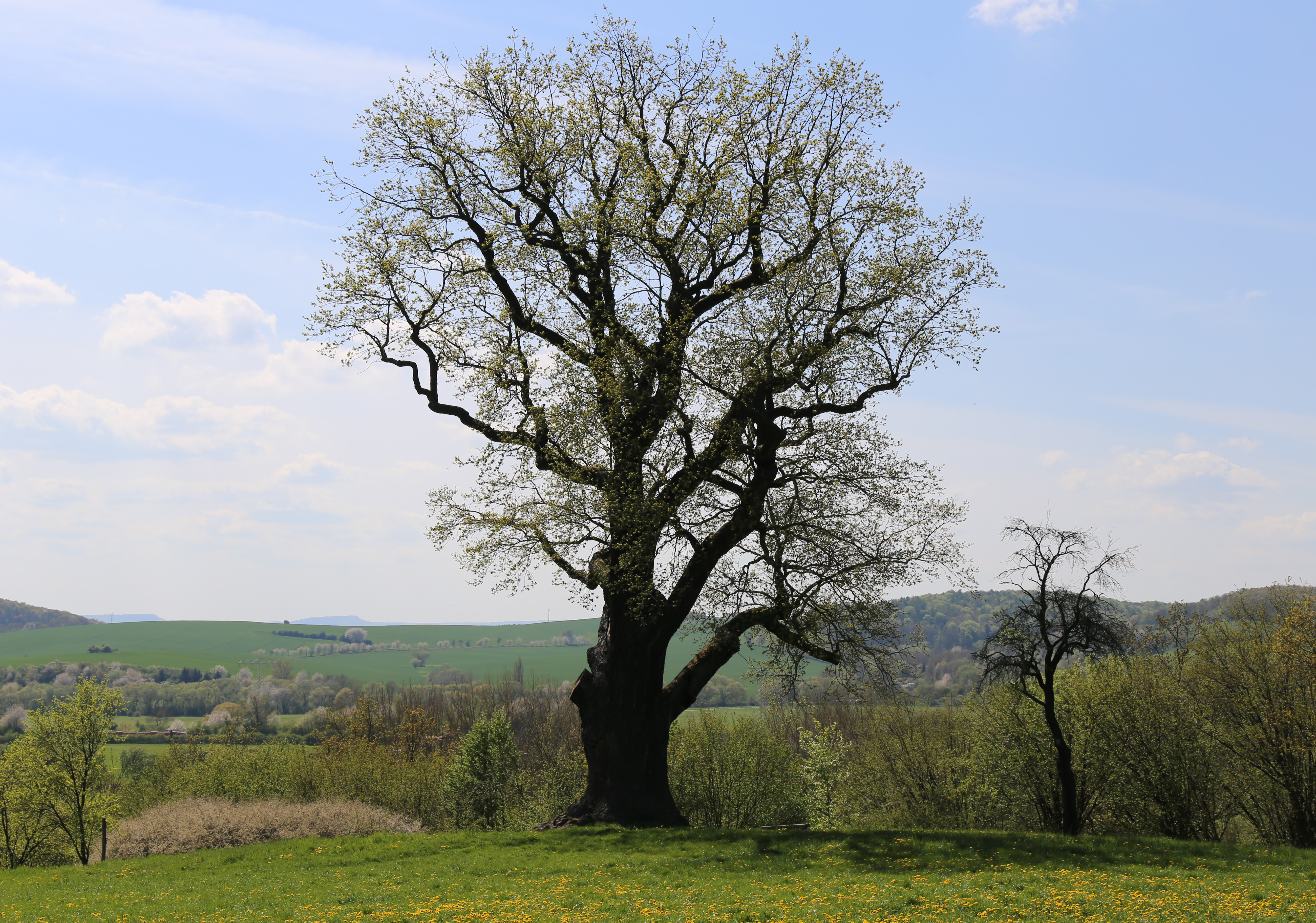
Flehmüllers Eiche

In den 1960ern errichtete die SED-Kreisleitung die Mahn- und Gedenkstätte Mittelbau-Dora. Nach dem Ende der DDR wurde die Gedenkstätte Mittelbau-Dora neu konzipiert.

### Flehmüllers Eiche
Landschaftsprägend ist die auf dem Liethberg (235 m ü. NHN) oberhalb von Krimderode stehende Eiche, die mit etwa 600 bis 1000 Jahren eines der ältesten Naturdenkmale im Südharz ist. 2015 hat der Brusthöhenumfang 7,25 Meter betragen, bei einer Höhe von 21 Meter. Die als Flehmüllers Eiche bekannte Stieleiche stand in einem Wald, der seit 1829 allmählich gefällt wurde. 1840 beantragte der damalige Krimderöder Rittergutsbesitzer Drechsler beim Hochgräflichen Stolberg-Hohnsteinischen Consisorium den Erhalt der Eiche. Seit 1992 wird unter dem Baum – heute einfach Dicke Eiche genannt – im Juni das „Eichenfest“ veranstaltet. 1995 wurde in direkter Nachbarschaft eine ca. 15 Jahre alte Eiche gepflanzt.

### Krimderöder Karneval Club
Der Krimderöder Karneval Club ist einer der ältesten Karnevalsvereine des Landkreises Nordhausen.

## Einwohner
| Jahr | Einwohner |
| ---- | --------- |
| 1600 | 120       |
| 1817 | 230       |
| 1900 | 490       |
| 1910 | 592       |
| 1925 | 601       |
| 1933 | 789       |
| 1935 | 598       |
| 1939 | 1070      |
| 1950 | 1670      |

## Verkehr
Krimderode liegt an der Bundesstraße 4 und besitzt einen Bahnhof der Harzquerbahn.
Mit dem Kaiserweg (Harz) und Karstwanderweg führen zwei Fernwanderwege durch den Ort.

## Persönlichkeiten
- Margarete Aurin (1897–1989), Montessori-Pädagogin, Kindheit und Jugendzeit in Krimderode
- Gustav Drechsler (1833–1890), Agrarwissenschaftler, lebte im Gutshof
- Alfred Jahn (1937–2024), Kinderchirurg, Kindheit und Jugendzeit in Krimderode
- Friedrich Thimme (1868–1938), Historiker und Publizist, geboren in Krimderode

## Kurioses
„Wisselbeeren“ sind wilde Kirschen, die es im 18. Jahrhundert in und um Krimderode in großen Mengen gab und häufig als Kuchenbelag genutzt wurden, vor allem zur Kirmes. Dies brachte den Einwohnern den Ortsnecknamen Wisselbeerkönige, Twisselbeerkönige bzw. Wisselbeerhengste ein.